# Parco Emilio Alessandrini
Il parco Emilio Alessandrini è un parco di Milano dedicato alla memoria del giudice Emilio Alessandrini, assassinato nel 1979 da Prima Linea, situato nell'adiacente via Tertulliano.
Il parco si estende su una superficie di 66.500 m². All'interno è collocata una scultura marmorea commemorativa, opera di Andrea Cascella. Il parco è situato all'estremità sudorientale di Milano, affacciato su piazzale Vincenzo Cuoco, all'imbocco della via Bonfadini (il cui primo tratto è ora inglobato nel parco stesso).

## La flora e le attrezzature
Gli alberi presenti sono: acero, ailanto, bagolaro, betulla, frassino, noce, olmo, ontano, quercia, robinia, tiglio, oltre a ombrosi gruppi di noci del Caucaso.
Nel parco, movimentato da piccoli rilievi artificiali, esistono due aree gioco distinte, una per i bambini fino agli otto anni e un'altra, più impegnativa, per i ragazzini fino ai quindici. Sono presenti tre campi per il gioco delle bocce e due aree riservate ai cani e, cosa poco frequente all'interno di un recinto, uno spazio riservato agli orti urbani, ciascuno dotato d'acqua per l'irrigazione e attrezzatura di base.
Le robuste protezioni interne, in elementi zincati, danno al parco l'aspetto di una successione di recinti in danno della visibilità.

## Voci correlate

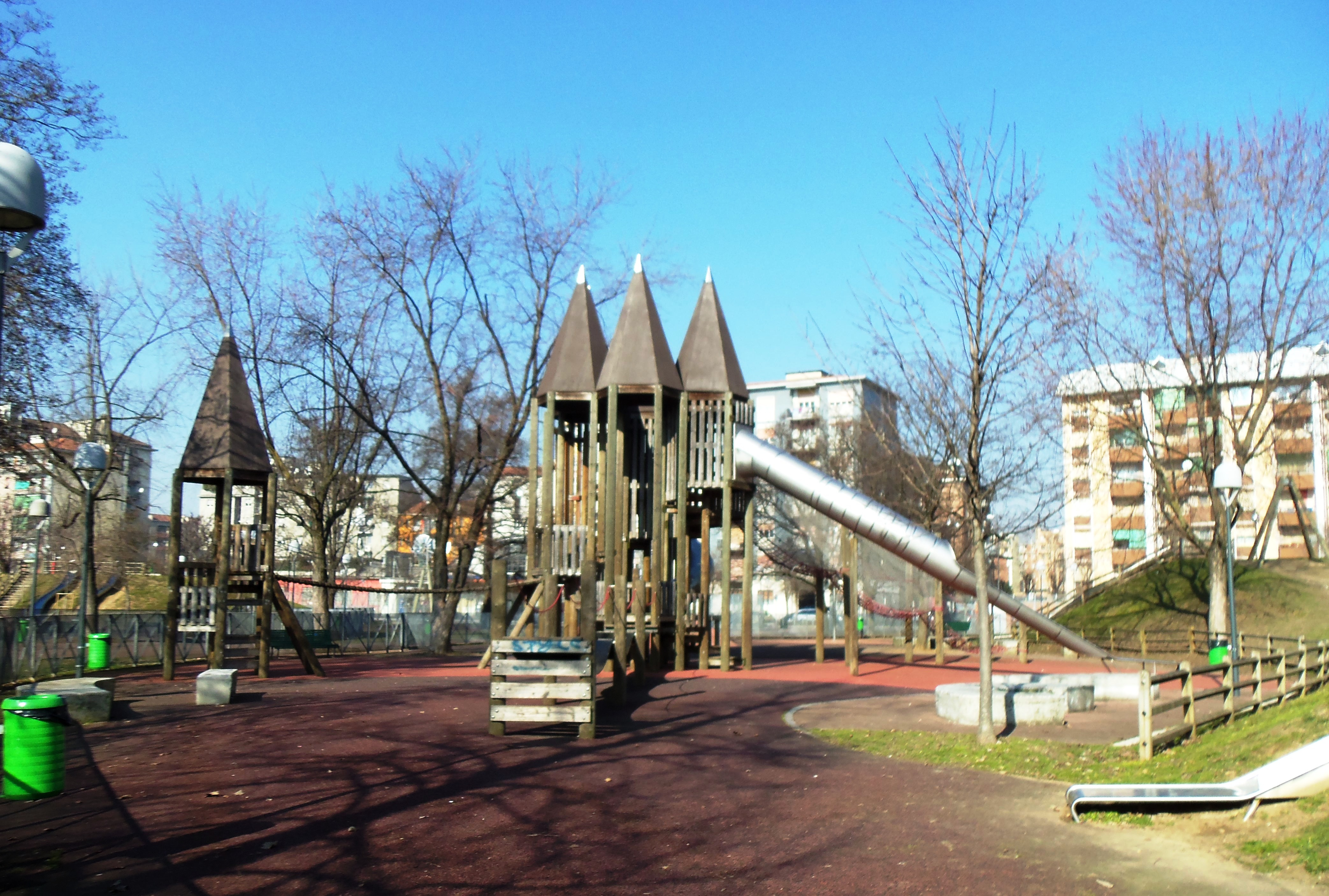
Una delle grandi aree gioco